# Danilo Coppola

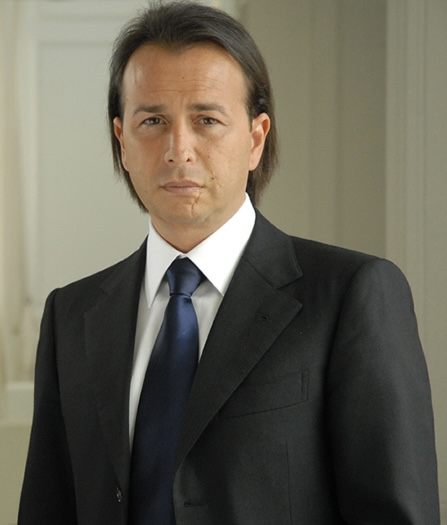
Danilo Coppola nel 2015

Danilo Coppola (Roma, 25 maggio 1967) è un imprenditore italiano, attivo nel campo delle costruzioni e nel settore finanziario, già 21esimo uomo più ricco d'Italia.

## Biografia
Il padre, nato a Casablanca ma di origine siciliana, è stato un impiegato statale prima di darsi alle costruzioni a fine anni Ottanta. Il nonno era un piccolo imprenditore edile, diventato costruttore e arrivato ad avere un'azienda di una certa rilevanza grazie ad alcuni progetti di costruzioni residenziali in Marocco, dove la famiglia d'origine inizialmente ha vissuto fino alla Seconda Guerra Mondiale.
Coppola si diploma al Liceo Scientifico dei Padri Salesiani di Roma e lascia i successivi studi in giurisprudenza per riavviare l'attività edile di famiglia, che si troverà poi a ereditare nel 1995, a 28 anni, in seguito alla prematura scomparsa del padre.
Tra il 1995 e il 2000 Danilo Coppola porta a uno sviluppo accelerato il suo gruppo, attraverso l'individuazione di terreni con ottima location dal futuribile incremento di valore, nei quali costruisce abitazioni. Danilo Coppola cresce e si afferma così nel suo settore, costruendo centinaia di appartamenti, conquistando consistenti fette di mercato sia nell'area romana Casilina, Tuscolana, Appia, Romanina, dove già aveva operato con il padre, sia in altre zone del Nord Italia tra cui Milano.
Nei primi anni Duemila acquisisce diverse partecipazioni azionarie rilevanti; iniziando col 5% della Banca Nazionale del Lavoro (BNL) nel settembre 2003, quasi il 5% di Mediobanca ed il 2% di BIM per un valore di circa un miliardo di euro.
Il 13 aprile 2004 Danilo Coppola acquisì il 2,115% di azioni della Roma e due giorni dopo arriva fino al 5%. Coppola acquistò dal presidente della Roma Franco Sensi l'hotel Cicerone vicino Castel Sant'Angelo, per 70 milioni di euro. A Roma possiede anche l'albergo a cinque stelle Daniel's, vicino a Piazza di Spagna. Di sua proprietà furono anche il Grand Hotel di Rimini, alcuni stabili in via Montenapoleone e via Manzoni a Milano. Nella capitale il gruppo avvia anche l'attività di ristrutturazione di numerosi centri commerciali, un cinema multisala e altri immobili.
Il 20 gennaio 2005, con una trattativa lampo, compra il 65% delle azioni di Ipi s.p.a., quotata nella borsa di Milano, da Luigi Zunino e lancia l'Opa obbligatoria sul resto delle azioni. Dal 10 marzo al 1º aprile i piccoli azionisti possono vendere le loro azioni alla Finpaco di Coppola al prezzo di 5,6 euro per azione. Dopo l'Opa Coppola arriva a detenere il 74,448% di Ipi s.p.a. In seguito all'escussione del pegno da parte di BIM su parte delle azioni di Ipi di proprietà di Coppola, l'immobiliarista ha visto scendere la propria quota al 47%.
L'impero di Danilo Coppola conta un patrimonio di 3.5 miliardi di euro, dichiarati nell'anno 2005, di cui la maggior parte (più di 2.300) consistono in beni immobiliari di valore. Un patrimonio economico ed immobiliare di tutto rispetto, che lo elegge 21esimo uomo più ricco d'Italia e tra i più promettenti imprenditori immobiliari italiani.
Nell'ottobre 2010 il Banco Popolare garantisce al gruppo Coppola un finanziamento da 210 milioni di euro finalizzato allo sviluppo dell'area di Porta Vittoria a Milano, progetto che prevede la realizzazione di un nuovo centro polifunzionale di 147mila metri quadri all'interno del quale verranno realizzati uffici, abitazioni residenziali, un centro commerciale e un hotel di lusso, in una zona strategica per la città anche in vista dell'appuntamento internazionale di Expo 2015.
Gli affari di Danilo Coppola vengono gestiti a monte da tre fiduciarie lussemburghesi: Keope sa, Sfinge sa (costituita nel 2001 da Keope e Dexia banque internationale), Tikal Plaza sa, Lirepa sa e Pad sa.
Tikal Plaza sa è stato il veicolo per acquistare le partecipazioni in Mediobanca, Antonveneta e Roma grazie anche a finanziamenti di Deutsche Bank per 400 milioni di euro.
Nell'ottobre del 2023 l'immobiliarista ha rischiato di morire a causa di un malore che ha determinato un arresto cardiaco. Rianimato dai medici, l'ex banchiere e finanziere è stato salvato anche se le sue condizioni sono rimaste delicate.

## Procedimenti giudiziari

### Il coinvolgimento in Bancopoli e l'assoluzione finale
Sale agli onori della cronaca nell'estate del 2005, nell'ambito dello scandalo finanziario di Bancopoli, insieme ad altri immobiliaristi romani, il banchiere Fiorani e i finanzieri Gnutti e Ricucci soprannominati dalla stampa I furbetti del quartierino. La Corte Di Cassazione assolve Danilo Coppola il 6 maggio 2015, a seguito di processi durati anni "perché il fatto non sussiste" nell'ambito delle inchieste riguardanti la scalata della Banca BNL.

### I presunti legami con la Banda della Magliana
Negli anni fra il 2004 e il 2006, quando il suo nome sale alla ribalta per gli investimenti azionari nella BNL e Mediobanca, alcune inchieste giornalistiche condotte dal 
Sole 24 Ore collegano Danilo Coppola alla Banda della Magliana e in particolare al cassiere della banda e suo vicino di casa Enrico Nicoletti. In data 12 gennaio 2006 la Direzione distrettuale antimafia smentisce tali ricostruzioni e, trasmettendo gli atti alla Procura della Repubblica di Roma al termine di "complesse indagini", esclude di fatto qualsiasi rapporto tra Danilo Coppola e la criminalità organizzata.

### L'arresto per la vicenda Micop e l'assoluzione finale
Il 1º marzo 2007 su richiesta della Procura Di Roma viene arrestato con le accuse di bancarotta, riciclaggio, associazione a delinquere e appropriazione indebita. Gli vengono sequestrati beni per centinaia di milioni. Dopo 104 giorni di isolamento, durante i quali tenta il suicidio e anche l'evasione, gli vengono concessi gli arresti domiciliari dopo che i periti stabiliscono che soffre sin da giovanissimo di claustrofobia intramuraria. Viene condannato in primo grado a 6 anni di reclusione per bancarotta fraudolenta: una delle sue società, la Micop, fallita su istanza della Procura Di Roma, secondo la tesi dell'accusa, avrebbe distratto all'erario ben 7 milioni di euro. Oltre alla Micop ci sono altre 9 società del suo gruppo fallite, su istanze fatte sempre dalla Procura Di Roma, che contestava distrazioni al Fisco per circa 40 milioni di euro.
Con sentenza del 31 ottobre 2012, depositata poi il 4 dicembre, la Corte di cassazione ha accolto il ricorso della Micop Immobiliare e ha annullato la sentenza di fallimento presentata anni prima dalla Procura Di Roma a firma del Pubblico Ministero Giuseppe Cascini.
Il 7 maggio 2013, a pochi mesi dall'annullamento del fallimento da parte della Cassazione, la Corte d'Appello del Tribunale di Roma emette sentenza di assoluzione con formula piena di Danilo Coppola dall'accusa di bancarotta fraudolenta "perché il fatto non sussiste", ribaltando la sentenza di primo grado.
Per questa vicenda il Gruppo Coppola subisce danni pari a 1,2 miliardi di euro e Danilo Coppola 2 anni di custodia cautelare.
In relazione a questa vicenda, Coppola ha dichiarato: «Il mio arresto, come ho sempre detto, è stato creato ad arte, ed in molti oggi si dovrebbero per questo vergognare».

### Accordo record da 200 milioni con il fisco
Nel giugno del 2010 Danilo Coppola raggiunge un accordo per saldare il suo contenzioso con il fisco italiano versando 200 milioni di euro
Nel febbraio 2011 l'Agenzia delle entrate dichiara estinti tutti i debiti del gruppo Coppola, notificando il pagamento come idoneo a soddisfare anche le pretese a titolo risarcitorio connesse al debito tributario di ciascuna società, e agli eventuali inadempimenti che lo hanno generato.

### La condanna a 9 anni per bancarotta in primo grado
Il 1º aprile 2016 il Tribunale di Roma condanna Danilo Coppola in primo grado a 9 anni di reclusione con interdizione in perpetuo dai pubblici uffici per bancarotta fraudolenta, avvenuta tra il 2007 e il 2008, di nove società del suo gruppo, fallite su istanze presentate dalla Procura di Roma a firma del Pubblico Ministero Giuseppe Cascini, che contestava un buco di circa 40 milioni di euro nei confronti del fisco. La sentenza è stata pronunciata su società fallite, su istanza della sola Procura Di Roma a firma del Pubblico Ministero Giuseppe Cascini, durante la custodia cautelare di Danilo Coppola del 2007, per cui poi venne assolto con formula piena, in relazione a potenziali debiti fiscali in ordine ai quali l'Agenzia delle entrate non aveva ancora richiesto nessun pagamento. Tali società, già nel 2009, erano ritornate tutte in bonis previo pagamento di importi rilevanti all'esito dei quali la stessa Agenzia delle entrate aveva dichiarato che ogni debito era stato estinto. Silvia Necci invece è stata assolta insieme ad altre quattro persone mentre suo cognato Luca Necci è stato condannato a 4 anni e 2 mesi.

### La vicenda di Porta Vittoria
Il 24 maggio del 2016 viene arrestato dalla Guardia di Finanza di Milano con l'accusa di bancarotta fraudolenta e sottrazione fraudolenta al pagamento di imposte in relazione all'indagine sulla Porta Vittoria SpA, la sua società che ha riqualificato l'omonimo quartiere milanese e che successivamente al suo arresto fallì su istanza del Banco Popolare che aveva finanziato l'iniziativa per circa 200 milioni di euro ed aveva contenziosi per centinaia di milioni con società appartenenti al Gruppo Coppola. 
Inoltre la Immobiliare 2004 per cui si ipotizza il reato di bancarotta, avendo un passivo importante nei confronti dell'Agenzia dell'Entrate; un altro caso è il fallimento della società veicolo Mib prima srl, creata appositamente per effettuare pagamenti all'erario e trasferire la partecipazione Ipi spa dal Gruppo Coppola a Mi.mo.se spa. Mib prima srl ha effettuato pagamenti al fisco per centinaia di milioni di euro.
Prima del suo arresto Danilo Coppola aveva presentato un concordato preventivo per la società Porta Vittoria SpA a seguito dell'istanza di fallimento fatta dal Banco Popolare, che pagava il 100% a tutti i creditori assistito da fideiussione bancaria.
Il 1º luglio 2022 la Corte di Cassazione ha reso inammissibile il ricorso presentato dal professore Franco Coppi, confermando la condanna a 7 anni di reclusione stabilita dalla Corte di Appello di Milano presieduta dal magistrato Piero Gamacchio del 17 luglio 2020.
Nel marzo del 2024 viene condannato ad altri 2 anni e 8 mesi nel processo per il "crack Porta Vittoria - bis" in relazione al fallimento della Tikal per bancarotta fraudolenta patrimoniale e di Epf per bancarotta fraudolenta documentale; Coppola è invece assolto dagli altri capi di imputazione di sottrazione fraudolenta del pagamento delle imposte, di bancarotta fraudolenta documentale relativa al fallimento Tikal, di bancarotta fraudolenta relativa al fallimento Edf, di bancarotta di Epf comunicazione.

### Arresto ed estradizione
Dall'8 marzo 2022 è colpito da ordine di custodia cautelare in carcere emesso dalla Procura della Repubblica di Milano con l'accusa di tentata estorsione causata in una trattativa da un'e-mail inviata ad una controparte dai suoi legali. A seguito di ricerche degli inquirenti Coppola verrà individuato in Svizzera ma la magistratura elvetica, visionando la richiesta, negherà l'estradizione.
Il 6 dicembre 2023 viene arrestato a Dubai ma rilasciato dopo qualche giorno perché non è stato ritenuto necessario il suo fermo in attesa dell'eventuale udienza che deciderà se estradarlo o meno. Gli Emirati Arabi inizialmente respingono la richiesta di estradizione presentata dall'Italia.
Il 18 agosto 2024 gli Emirati Arabi concedono l'estradizione di Coppola che viene condotto nel carcere di Viterbo per scontare una pena residua di poco più di sei anni.
A seguito di un aggravamento delle condizioni di salute  durante la detenzione, con una perdita di peso significativa, la difesa di Danilo Coppola ha presentato una richiesta di applicazione della detenzione domiciliare, supportata da una perizia medica redatta da esperti nominati dal Tribunale di Sorveglianza di Roma , atta a sostenere che la sua situazione incompatibile sia con il regime carcerario che con quello carcerario-ospedaliero, raccomandando un percorso sanitario integrato da attuarsi in una struttura adeguata. Tuttavia, l'8 febbraio 2025, il Tribunale ha respinto la richiesta, ritenendo che le problematiche di salute possono essere gestite all'interno del carcere mediante visite periodiche di specialisti.
Nel marzo 2025, il Tribunale di Milano ha riconosciuto la fungibilità di due anni di custodia cautelare scontati tra il 2007 e il 2008 in un procedimento conclusosi con assoluzione. Tale decisione ha portato alla riduzione della pena residua di Danilo Coppola a 2 anni e 3 mesi, ben al di sotto della soglia di 4 anni prevista per l'accesso alle misure alternative alla detenzione.